# Predrag Materić
Predrag Materić (in serbo Предраг Матерић?; Belgrado, 12 giugno 1977) è un ex cestista serbo con cittadinanza francese.

## Palmarès
- YUBA liga: 2

Partizan Belgrado: 2001-02, 2003-04
- Coppa di Jugoslavia: 1

Partizan Belgrado: 2002
- FIBA EuroCup Challenge: 1

Asesoft Ploieşti: 2004-05